# Mariana Vieira
Mariana Vieira (nascida em 1997) é uma compositora portuguesa. Vive em Lisboa.
Estudou composição na Escola de Música de Lisboa (ESML) com Carlos Caires e Jaime Reis. Seu trabalho centra-se na música instrumental (obras a solo, música de câmara/música de conjunto e obras de orquestra) e na música electrónica. É a directora de produção do festival DME e promotora da instituição Lisboa Incomum, fundada em 2017 pelo compositor Jaime Reis opera como plataforma transdisciplinar para experimentalismo e criações musicais, investigação e educação, acolhendo regularmente o Festival DME. Além disso, Vieira é professora assistente na Escola Superior de Artes Aplicadas em Castelo Branco desde 2021.
Ganhou o Prémio dos Compositores Europeus com a sua obra orquestral Raiz. As suas obras têm sido apresentadas em festivais como o Young Euro Classic (Alemanha), L'Espace du Son (Bélgica), Audio Art (Polónia), Electroacoustic Music Days (Grécia) Crossroads (Áustria), Monaco Electroacoustique (Mónaco), Aveiro_Síntese e Música Viva (Portugal).
1. ↑  Ver https://www.mariana-vieira.net/. Consultado em 21 de fevreiro de 2023.
2. ↑  Ver https://young-euro-classic.de/mariana-vieira/. Consultado em 21 de fevreiro de 2023.